# Colonia Villas de Tolimpa
Colonia Villas de Tolimpa är en ort i Mexiko, tillhörande kommunen Texcoco i delstaten Mexiko. Colonia Villas de Tolimpa ligger i den centrala delen av landet och tillhör Mexico Citys storstadsområde. Orten hade 541 invånare vid folkräkningen 2010.